# Karl Jakob Weber
Pour les articles homonymes, voir Weber.
Karl Jakob Weber (Arth, 12 août 1712 - 1764) était un ingénieur, architecte et archéologue amateur suisse, qui s'occupa des premières explorations archéologiques au XVIIIe siècle des cités romaines de Pompéi, Herculanum et Stabies enfouies lors de l'éruption du Vésuve de 79 ap. J.-C.